# 朝鮮総督府鉄道
朝鮮総督府鉄道（ちょうせんそうとくふてつどう、朝: 조선총독부철도）は日本統治時代の朝鮮総督府が経営した鉄道である。略称は鮮鉄（せんてつ）。
朝鮮半島での鉄道は、1894年（明治27年）の甲午改革において日本が李氏朝鮮に対し京城から開港場までの鉄道敷設を提案し、8月20日に日本が李氏朝鮮から「日韓暫定合同条款」に基き鉄道敷設権を得て、鷺梁津（漢江西岸） - 済物浦間の鉄道を1899年（明治32年/光武3年）に開通させたことに始まる。これは後に京仁線となった。続く1905年（明治38年/光武9年）には京釜線が全通、そして翌1906年（明治39年）には日露戦争の軍事輸送を目的として日本陸軍が一進会の協力を得て京義線を全通させた。また、日本陸軍は軍事輸送の為に兼二浦支線及び馬山浦支線も敷設した。
京釜線・京義線は日露戦争後に日本が得た南満洲鉄道（満鉄）への接続を図り、大陸進出の足がかりとしての役目を担うようになっていき、1910年（明治43年）の韓国併合で日本が朝鮮の統治権を得ると、京元線や京慶線・湖南線などを敷設した。また路線数が少なかった1925年（大正14年）まで、朝鮮での鉄道経営を一体輸送を図る目的で満鉄に委託したこともあり、その後は朝鮮総督府の直轄となった。だが半島北部の一部の鉄道に関しては、大陸との関係が強かったためその後も満鉄の経営として残り、それが1945年（昭和20年）の日本の敗戦まで続いた。
満洲事変が勃発し満洲国が成立すると、内地から朝鮮・満洲への移動が活発になり、関釜連絡船を介して内地からの連絡を担った京釜線・京義線には特別急行列車「あかつき」、急行列車「ひかり」・「のぞみ」・「大陸」・「興亜」などといった優等列車が走った。

## 歴史
- 1899年（明治32年/光武3年）8月20日 - 京仁鉄道、仁川・鷺梁津間開通。
- 1902年（明治35年/光武6年）10月1日 - 京釜鉄道、永登浦・鳴鶴洞間開通。
- 1903年（明治36年/光武7年）11月1日 - 京釜鉄道、京仁鉄道を買収。
- 1904年（明治37年/光武8年）2月21日 - 日本陸軍に臨時軍用鉄道監部を設置。
- 1905年（明治38年/光武9年）4月28日 - 軍用鉄道、龍山・新義州間開通。
- 1906年（明治39年/光武10年）7月1日 - 韓国統監府に鉄道管理局を設置。京釜鉄道を買収。
- 1906年（明治39年/光武10年）9月1日 - 軍用鉄道を鉄道管理局に移管。
- 1909年（明治42年/隆熙3年）6月18日 - 鉄道管理局廃止、鉄道庁を設置。
- 1909年（明治42年/隆熙3年）12月16日 - 統監府鉄道を内地の鉄道院に移管。韓国鉄道管理局を設置。
- 1910年（明治43年）8月29日 - 韓国併合により朝鮮総督府設置。朝鮮総督府に鉄道局を設置。鉄道院から韓国鉄道管理局管内路線を移管される。
- 1911年（明治44年）11月1日 - 鴨緑江を渡る鉄橋が完成し、南満洲鉄道（満鉄）と繋がる。
- 1914年（大正3年）10月10日 - 鉄道局直営の朝鮮ホテルの営業を開始。
- 1917年（大正6年）7月31日 - 満鉄に鉄道経営を委託。満鉄に京城管理局を設置。
- 1925年（大正14年）4月1日 - 満鉄の鉄道経営委託を解除。総督府直営となる。
- 1933年（昭和8年）10月1日 - 清津以北の路線を満鉄に委託。満鉄に北鮮鉄道管理局を設置。

## 代表的な列車
朝鮮総督府鉄道には複数の優等列車が運行されており、代表的な列車には愛称が与えられていた。いずれの列車も内地を発着する航路と接続し、内地と朝鮮、満洲、中国を連絡する役割を与えられていた。なお、新京 - 羅津間を結んでいた急行「あさひ」は朝鮮総督府鉄道が運営する路線には乗り入れていなかったので、この項目では触れない。

### 特急「あかつき」
釜山桟橋 - 京城（京釜線）。朝鮮総督府鉄道で唯一の特別急行列車。1936年（昭和11年）12月に運行を開始する。途中停車駅は大邱・大田の2駅のみ。釜山桟橋 - 京城間を上り・下りともに6時間45分で結んだ（1937年10月時点）。「あかつき」専用の軽量客車が充当され、密閉式の展望台を持つ一等展望車、二等車、三等車、冷房付き食堂車、手荷物郵便車が連結されていた。昼行列車であったため、客車はすべて座席車である。釜山桟橋駅では関釜連絡船の夜行便に接続した。東京 - 下関間で急行7列車を利用し、関釜連絡船の夜行便を介して「あかつき」に乗り継ぐルートは東京から京城までの最速経路であった（純粋な所要時間を比べると特急「富士」→関釜連絡船昼行便→急行「ひかり」と乗り継ぐ方が速いが、急行「ひかり」が京城に停車するのは深夜なのでこの乗り継ぎ経路は現実的ではない）。戦況の悪化に伴い「あかつき」は1943年（昭和18年）11月に廃止され、「あかつき」の専用客車は釜山 - 京城間に新設された急行列車に転用された。
現在、ソウル郊外・義王の鉄道博物館に保存・展示されている密閉式展望車が「あかつき」に連結されていた一等展望車「ラテンイ1」であるという説が存在するが、ラテンイ1の設計図と展示車両の寸法などが食い違っているという情報もあり、定かではない。

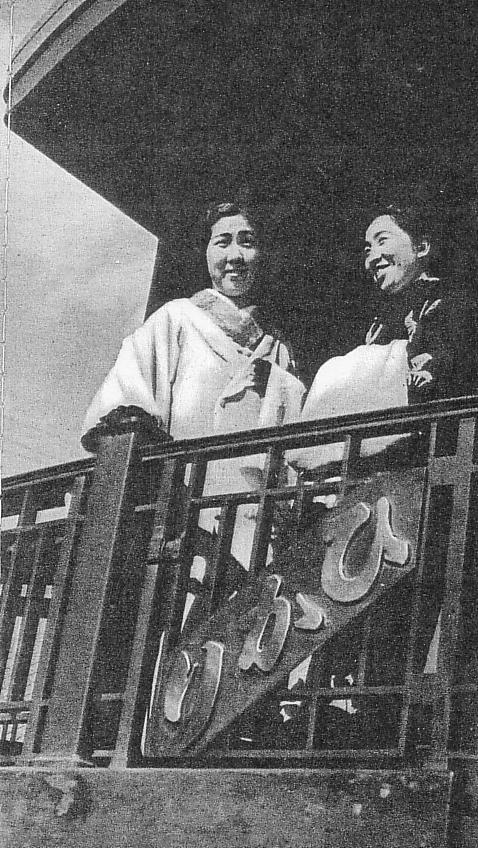
急行「ひかり」の展望一等寝台車

### 急行「ひかり」
釜山桟橋 - 奉天・新京・三棵樹（京釜線・京義線・満鉄安奉線・満鉄連京線・満洲国鉄京浜線・満洲国鉄浜江線）。1911年（明治44年）11月、鴨緑江を渡る鉄道橋が完成すると同時に朝鮮と満洲を直通運転する列車の運行が開始され、1933年（昭和8年）4月には釜山桟橋 - 奉天間を直通する急行列車が「ひかり」と命名された。これは1958年（昭和33年）、九州に臨時急行「ひかり」が登場する25年前、1964年（昭和39年）の東海道新幹線開業と同時に超特急「ひかり」が設定される31年前であり、「ひかり」という愛称が使用された初めての列車となった。1934年（昭和9年）11月には新京駅（現・長春駅）、1942年（昭和17年）8月にはハルビンの先、三棵樹駅（現・ハルビン東駅）まで運行区間が延長されている。客車は朝鮮総督府鉄道所属の車両が使用され、開放式の展望台を合造した展望一等寝台車が連結されていた。釜山桟橋 - 新京間を27時間20分で結び（釜山桟橋発新京行、1940年（昭和15年）10月時点）、釜山桟橋で関釜連絡船の昼行便に接続した。戦況の悪化と貨物輸送量の増加により旅客列車が削減されていく中、「ひかり」は終戦直前まで運行が続けられている。
戦後、「ひかり」に連結されていた展望一等寝台車「テンイネ3」のうち、1両は韓国の大統領専用客車となり、現在はソウル郊外・義王の鉄道博物館に保存・展示されている。

### 急行「のぞみ」
釜山桟橋 - 奉天・新京（京釜線・京義線・満鉄安奉線・満鉄連京線）。1934年（昭和9年）11月、釜山 - 奉天間で運行を開始。1938年（昭和13年）10月には新京まで延長された。「ひかり」の姉妹列車で、「ひかり」と昼夜逆転したダイヤで運行された。釜山桟橋では関釜連絡船の夜行便に接続する。「ひかり」と同じく開放式の展望台を備えた展望一等寝台車が連結されていた。
戦況の悪化に伴い関釜連絡船夜行便の運航が休止されたこともあり、1944年（昭和19年）2月に廃止される。なお、「のぞみ」の名称は1992年（平成4年）、東海道・山陽新幹線「のぞみ」で採用されている。

### 急行「大陸」・「興亜」
釜山桟橋 - 北京（京釜線・京義線・満鉄安奉線・満洲国鉄奉山線・華北交通京山線）。日本（朝鮮）・満洲国（満洲）・中国の3か国を直通して運行される列車で、華北交通に所属する客車が使用される。関釜連絡船に接続して内地と華北を結ぶ役割を担った。詳細は「華北交通#優等列車」を参照。

### 主要列車時刻表
| 「あかつき」 京城行 | 「大陸」 北京行 | 「のぞみ」 新京行 | 「ひかり」 新京行 | 「興亜」 北京行 | 発着 | 駅名     | 発着 | 「興亜」 釜山桟橋行 | 「ひかり」 釜山桟橋行 | 「のぞみ」 釜山桟橋行 | 「大陸」 釜山桟橋行 | 「あかつき」 釜山桟橋行 |
| ------------------- | --------------- | ----------------- | ----------------- | --------------- | ---- | -------- | ---- | ------------------- | --------------------- | --------------------- | ------------------- | ----------------------- |
| 06:50               | 07:20           | 08:00             | 18:50             | 19:20           | 発   | 釜山桟橋 | 着   | 10:35               | 11:20                 | 22:15                 | 22:35               | 23:05                   |
| 14:05               | 15:38           | 16:30             | 02:47             | 03:30           | 着   | 京城     | 発   | 02:35               | 03:20                 | 13:45                 | 14:23               | 15:50                   |
| ‥                   | 15:48           | 16:40             | 02:54             | 03:37           | 発   | 京城     | 着   | 02:28               | 03:13                 | 13:35                 | 14:15               | ‥                       |
| ‥                   | 20:30           | 21:28             | 07:27             | 08:26           | 着   | 平壌     | 発   | 21:55               | 22:42                 | 08:47                 | 09:29               | ‥                       |
| ‥                   | 20:35           | 21:33             | 07:32             | 08:34           | 発   | 平壌     | 着   | 21:50               | 22:37                 | 08:42                 | 09:24               | ‥                       |
| ‥                   | 01:10           | 02:05             | 11:45             | 12:45           | 着   | 安東     | 発   | 17:30               | 18:20                 | 04:20                 | 05:09               | ‥                       |
| ‥                   | 01:40           | 02:35             | 12:15             | 13:15           | 発   | 安東     | 着   | 17:00               | 17:50                 | 03:50                 | 04:35               | ‥                       |
| ‥                   | 07:37           | 09:08             | 17:37             | 19:22           | 着   | 奉天     | 発   | 10:52               | 12:11                 | 21:48                 | 23:11               | ‥                       |
| ‥                   | \|\|            | 13:50             | 22:12             | \|\|            | 着   | 新京     | 発   | \|\|                | 07:40                 | 17:10                 | \|\|                | ‥                       |
| ‥                   | 22:50           | ‥                 | ‥                 | 12:50           | 着   | 北京     | 発   | 17:30               | ‥                     | ‥                     | 07:50               | ‥                       |

## 路線
1945年（昭和20年）時点
- 京釜線
- 京仁線
- 京義線
- 京元線
- 京慶線
- 龍山線
- 土海線
- 東海線
- 湖南線
- 全羅線
- 群山線
- 慶全線
- 光州線
- 慶北線
- 大邱線
- 鎮海線
- 平元線
- 平南線
- 満浦線
- 价川線
- 平壌炭鉱線
- 博川線
- 楊市線
- 龍登線
- 龍門炭鉱線
- 兼二浦線
- 甕津線
- 長淵線
- 沙海線
- 下聖線
- 鼎島線
- 内土線
- 咸鏡線
- 北青線
- 恵山線
- 川内里線
- 利原鉄山線
- 遮湖線
- 白茂線
- 茂山線
- 会寧炭鉱線
- 康徳線

## 私鉄
現在の北朝鮮には私鉄が全く存在せず、韓国でも民間資本の鉄道事業者（空港鉄道など）が数社みられる程度となっているが、日本統治時代の朝鮮半島には数多くの私鉄が存在していた。これらの私鉄は、日本の統治終了後に国有化されている。
1945年（昭和20年）時点
- 京春鉄道
- 朝鮮鉄道
- 朝鮮京南鉄道
- 京城電気金剛山電鉄線
- 西鮮中央鉄道
- 朝鮮平安鉄道
- 平北鉄道
- 多獅島鉄道
- 新興鉄道
- 端豊鉄道
- 朝鮮マグネサイト開発鉄道
- 朝鮮無煙炭株式会社線
- 南満洲鉄道
- 東満洲鉄道
- 朝鮮人造石油株式会社線